# 트뤼그베 브라텔리

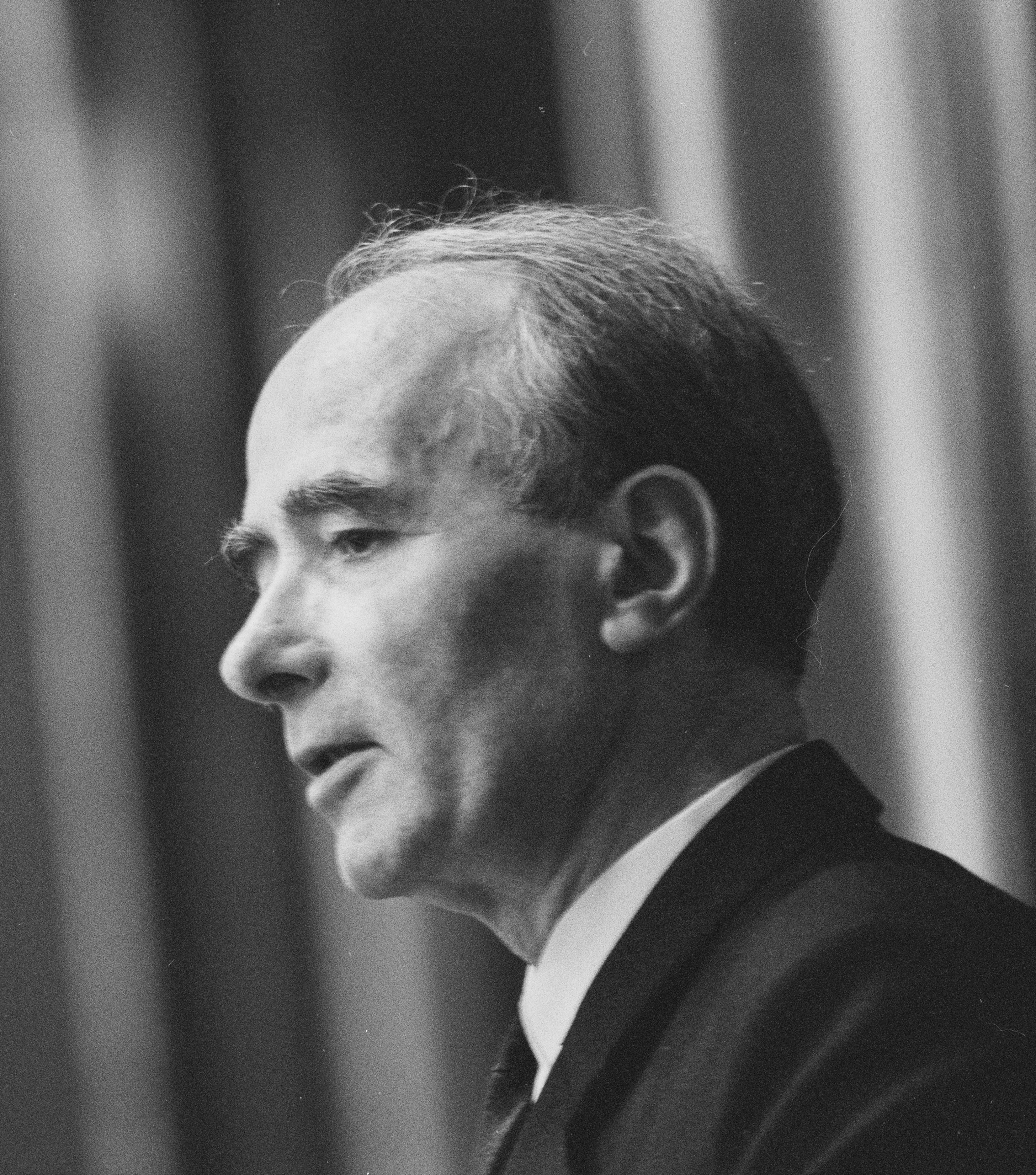
트뤼그베 브라텔리

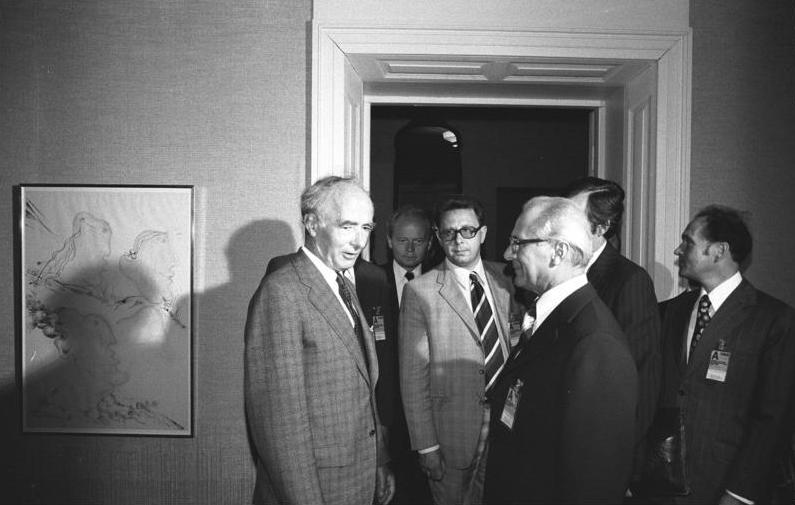
에리히 호네커와 회담하는 트뤼그베 브라텔리

트뤼그베 마르틴 브라텔리(노르웨이어: Trygve Martin Bratteli, 1910년 1월 11일~1984년 11월 20일)는 노르웨이의 정치인이다. 소속 정당은 노동당이다.

## 생애
베스트폴주 출신이며 오슬로 대학교를 졸업했다. 1942년에 독일 당국에 의해 체포되었고 1943년부터 1945년까지 나치 강제 수용소에 수감되었다. 1950년 10월 14일부터 1981년 9월 15일까지 노르웨이 의회 오슬로 대표 의원을 역임했다.
1951년 3월 4일부터 1955년 8월 7일까지 노르웨이 재무부 장관을 역임했으며 1960년 4월 23일부터 1963년 8월 28일까지 노르웨이 운송통신부 장관을 역임했다. 1965년 10월 24일부터 1976년 9월 16일까지 노동당 대표를 역임했고 1971년 3월 17일부터 1972년 10월 17일까지, 1973년 10월 12일부터 1976년 1월 15일까지 노르웨이의 총리를 역임했다.

## 같이 보기
- 에이나르 게르하르센